# لين كوفين
لين كوفين (بالإنجليزية: Lyn Coffin)‏ هي مترجمة أمريكية، ولدت في 12 نوفمبر 1943 في فلاشينغ ‏ في الولايات المتحدة.